# Nelsonia canescens
Nelsonia canescens là một loài thực vật có hoa trong họ Ô rô. Loài này được Jean-Baptiste de Lamarck mô tả khoa học đầu tiên năm 1791 dưới danh pháp Justicia canescens. Năm 1824, Kurt Polycarp Joachim Sprengel chuyển nó sang chi Nelsonia.

## Phân bố
Loài này là bản địa khu vực nhiệt đới và cận nhiệt đới Cựu Thế giới (châu Phi nhiệt đới, Madagascar, Nam Á, Đông Nam Á, các đảo tây Thái Bình Dương) và miền bắc Australia, nhưng đã du nhập vào vùng nhiệt đới châu Mỹ (Trung và Nam Mỹ). Rất phổ biến ở châu Phi nhiệt đới nhưng hiếm thấy ở phía đông bắc và không có ở Nam Phi.

## Tên gọi
Tên gọi trong tiếng Việt là niên sơn, niên sơn đồng (hai tên gọi này có lẽ là phiên âm từ Nelsonia), vạn nhân đả, lựu tử thảo (tên phiên âm từ tên gọi trong tiếng Trung 瘤子草).

## Mô tả
Cây thân thảo sống lâu năm với một số thân bò phát triển từ một rễ cái hoặc thân rễ trung tâm; thân không (hoặc hiếm khi) mọc rễ ở các đốt phía dưới, dài tới 60 cm, rậm lông hoặc dày đặc lông mỏng có chiều dài đến 4 mm; có các tuyến hình đầu, không cuống. Lá có cuống dài 0,2–2(–2,5) cm; phiến lá hình trứng đến hình elip, không (hoặc rất hiếm khi) thu hẹp đột ngột phía dưới phần giữa, kích thước lớn nhất 1,5–7(–10) × 1–4(–5) cm, đỉnh nhọn đến thuôn tròn, phần gốc thon dần đến cắt cụt; mặt dưới có lông tơ từ thưa thớt đến dày dặc hoặc rậm lông với các lông mỏng (hiếm khi với các lông dày), dày đặc nhất trên các gân nhưng phiến lá luôn có lông đồng nhất, mặt trên có lông tơ tương tự hoặc thưa hơn. Cụm hoa dạng cành, dài 1–12 cm, trục nhiều lông; cuống cụm hoa dài 0,2–4,5 cm,có lông tơ như ở thân; lá bắc hình trứng-hình elip hoặc rộng tới thành hình tròn, 5–9 × 3,5–6 mm (đôi lá bắc ở dưới cùng đôi khi hơi giống lá và to hơn), thu hẹp dần hoặc lõm xuống (với “gờ” khác biệt) phía dưới đỉnh nhọn, nhiều lông và các tuyến hình đầu có cuống; cuống hoa dài khoảng 0,5 mm, rậm lông. Lá đài tương đối bằng nhau, dài 4,5–7 mm, nhọn; các lá đài mặt lưng hình elip; các lá đài mặt bụng hình elip, phân chia từ khoảng 1/3 trở xuống; các lá đài ở bên hình mác; thường có lông tơ dài tới 3 mm trên toàn bộ bề mặt (rất hiếm khi chỉ ở sát gốc) và có các tuyến hình đầu có cuống. Tràng hoa màu xanh lam nhạt trong suốt đến xanh lam đậm hoặc tía ánh lam, gần đối xứng tỏa tia, có lông ở họng; ống tràng dài (3–)4–6 mm, mở rộng thành họng hình chuông; các thùy dài 2,5–5 mm, trải rộng ít nhiều, hơi có khía đến thuôn tròn. Nhị hoa không thò ra đến hơi thò ra; chỉ nhị dài 0,5–2 mm; bao phấn dài khoảng 1 mm, các mô vỏ phân kỳ, các gờ ở đáy dễ thấy. Quả nang dài 4-7 mm, có ít tuyến ở gần đỉnh. Hạt nhiều (nhưng thường ít hơn 20), dài khoảng 0,5 mm.

## Sinh thái học
Rừng thưa, trảng cây bụi và đồng cỏ (thường bị xáo trộn hoặc thứ cấp) hoặc dọc theo các con đường và trong các bãi trống, bờ sông, các đồng ruộng cũ, bãi cỏ, nơi đổ nát; ở cao độ 50–1.750 m. Rất có thể là nó được du nhập vào châu Mỹ, nơi nó thể hiện một khoảng biến đổi hình thái hạn chế hơn nhiều. Không nghi ngờ gì nữa, nó cũng là loài bản địa Ấn Độ và Đông Nam Á (nơi N. smithii không xuất hiện), do tại đây nó cũng thể hiện sự biến đổi hình thái rất lớn. Môi trường sống ban đầu của loài hiện tại được coi là cỏ dại này về cơ bản này có lẽ là đồng cỏ và bờ sông, ở những nơi khô ráo và thoáng hơn so với N. smithii. Lá tươi có vị chua như chanh và có thể ăn được.